# Sprint d'Or
De Sprint d'Or was een trofee die de beste Belgische wielrenner van het jaar bekroonde. Het was een initiatief van de Waalse openbare omroep RTBF. De trofee werd voor het eerst uitgereikt in 1995. In 2007 werd ze niet uitgereikt als gevolg van verschillende dopingaffaires in de wielersport. Philippe Gilbert was in 2008 de laatste winnaar.
Een Vlaamse tegenhanger van de "Sprint d'Or" is de Kristallen Fiets, sinds 1992 uitgereikt door de Vlaamse krant Het Laatste Nieuws.

## Overzicht van de winnaars
| Jaar | Winnaar             |
| ---- | ------------------- |
| 1995 | Johan Museeuw       |
| 1996 | Johan Museeuw       |
| 1997 | Johan Museeuw       |
| 1998 | Tom Steels          |
| 1999 | Frank Vandenbroucke |
| 2000 | Axel Merckx         |
| 2001 | Rik Verbrugghe      |
| 2002 | Johan Museeuw       |
| 2003 | Peter Van Petegem   |
| 2004 | Tom Boonen          |
| 2005 | Tom Boonen          |
| 2006 | Tom Boonen          |
| 2007 | niet uitgereikt     |
| 2008 | Philippe Gilbert    |